# アルテンアール
アルテンアール (独: Altenahr)はドイツ連邦共和国 ラインラント＝プファルツ州アールヴァイラー郡にある町村。アイフェル山地のアール川沿い、バート・ノイェンアール＝アールヴァイラーの西約10kmにある。
アルテンアール連合自治体 (独: Verbandsgemeinde Altenahr) の行政庁所在地となっている。